# Хюбнер, Якоб
Якоб Хюбнер (Jacob Hübner; 20 июня 1761, Аугсбург — 13 сентября 1826, там же) — немецкий энтомолог.

## Биография
После двухлетнего (с 1778 по 1780 годы) посещения школы рисования Св. Анны, Якоб Хюбнер закончил обучение офорту и ксилографии. Это образование стало важной предпосылкой для его профессии ткацкого рисовальщика на Аугсбургской ситцевой фабрике. Одновременно оно стало существенной основой его научной деятельности.
Первая общественная публикация Хюбнера появилась в 1785 году. Это были гравюры на меди до тех пор абсолютно неизвестных бабочек. В Вене Хюбнер познакомился с Иоганном Игнацем Шиффермюллером (1727—1806), с которым он оставался в дружеской связи всю свою жизнь. Профессионально Хюбнер работал ткацким рисовальщиком в текстильной промышленности. Одновременно он умудрился создать своё произведение о бабочках, которое в кругах специалистов сделало его известным уже при жизни. Большую часть своих публикаций он издавал в собственном издательстве. Наследие Хюбнера приобрело в 1935 году Королевское энтомологическое общество Лондона.

## Публикации
- 1785: Abbildungen und Beschreibungen noch nicht abgebildeter und noch unbeschriebener Schmetterlinge mit illuminierten Kupfern
- 1786—1790: Beiträge zur Geschichte der Schmetterlinge
- 1791: Verzeichnis europäischer Schmetterlinge nach systematischer Ordnung durch Synonymen, Abbildungen und Anmerkungen
- 1793: Sammlung auserlesener Vögel und Schmetterlinge, mit ihren Namen herausgegeben auf hundert nach der Natur ausgemalten Kupfern
- 1793-[1842]:[2] Geschichte europäischer Schmetterlinge
- 1796-[1838]:[2] Sammlung europäischer Schmetterlinge
- 1806-[1838]:[2] Sammlung exotischer Schmetterlinge
- 1806: Tentamen
- 1822: Systematisch-alphabetisches Verzeichnis aller bisher bey den Fürbildungen zur Sammlung europäischer Schmetterlinge angegebenen Gattungsbenennungen

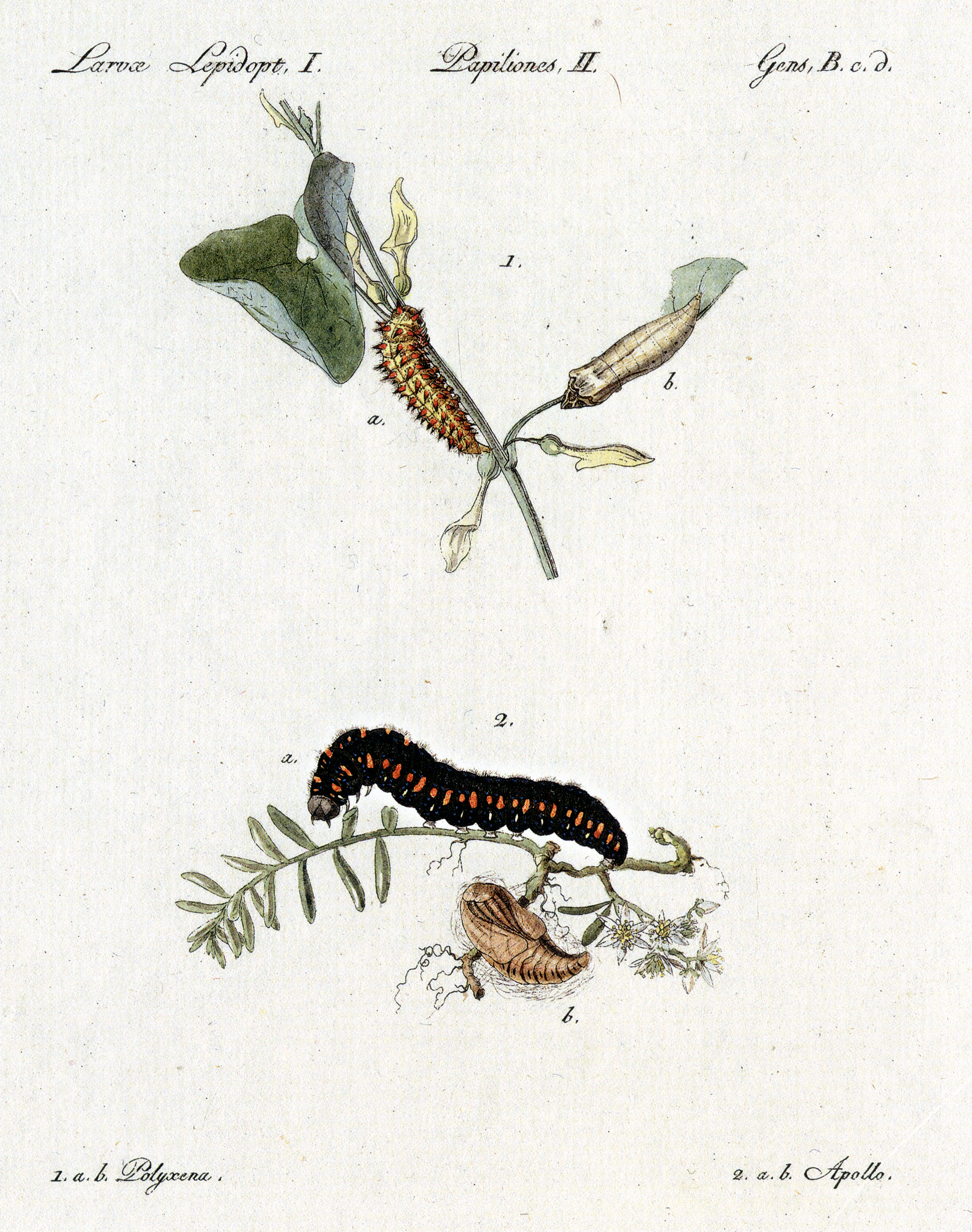
Доска из «Истории европейских бабочек» (Geschichte europäischer Schmetterlinge)
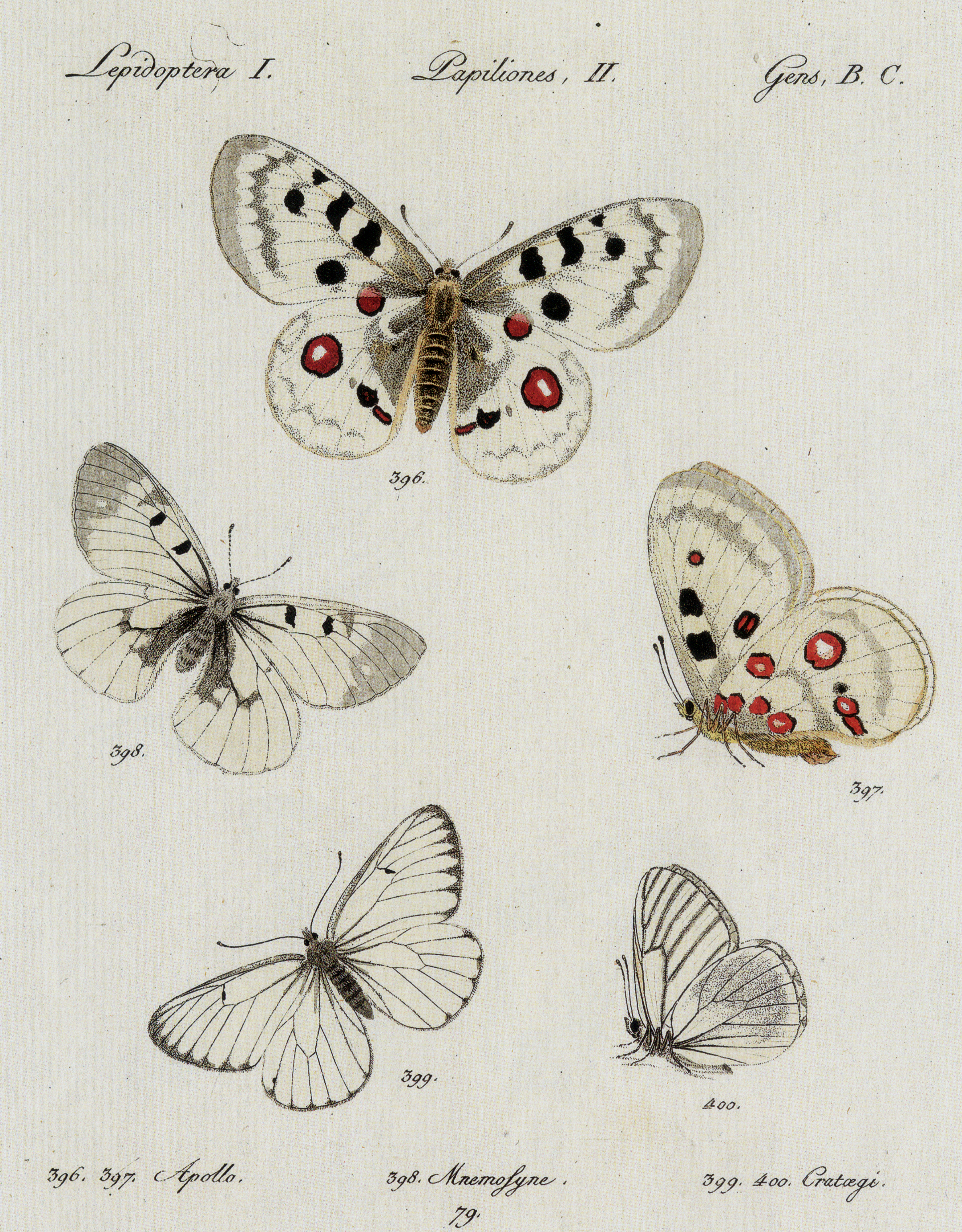
Доска из «Истории европейских бабочек» (Geschichte europäischer Schmetterlinge)